# Алёновка (Орловская область)
Алёновка, встречается написание Аленовка — деревня в Свердловском районе Орловской области. Входит в состав Котовского сельского поселения.

## География
Деревня находится в центральной части Орловской области, в лесостепной зоне, в пределах центральной части Среднерусской возвышенности и расположена по берегу запруженного участка русла реки Большая Рыбница, возле места слиянием Большой и Малой Рыбницы в реку Рыбница.
Уличная сеть состоит из одного географического объекта: ул. Озёрная и отражает географическую реалию в р. Большая Рыбница.
Географическое положение: в 8 километрах от районного центра — посёлка городского типа Змиёвка, в 42 километрах от областного центра — города Орёл и в 360 километрах от столицы — Москвы.

## Население
| 2010 |
| ---- |
| 6    |

Гендерный состав
По данным Всероссийской переписи населения 2010 года составляла 6 человек, в гендерной структуре населения мужчины и женщины составляли по 50,0 %. Информация о количестве мужчины и женщин не отображалось в целях защиты конфиденциальности данных.
Национальный состав
Согласно результатам переписи 2002 года, в национальной структуре населения русские составляли 100 % из 17 чел.

## Инфраструктура
Нет данных

## Транспорт
Проселочная дорога.